# Wolfgang Gipser
Wolfgang Gipser (* 15. September 1935 in Greiz; † 5. Juli 2022 ebenda) war ein deutscher Turner, Turntrainer und -kampfrichter.

## Leben
Wolfgang Gipser stammte aus dem Vogtland und turnte von 1954 bis 1962 beim Armeesportklub Potsdam.
Bereits 1953 sicherte er sich den zweiten Platz bei den DDR-Meisterschaften im Pferdsprung. Diesem ließ er 1958 und 1960 den Meistertitel im Pferdsprung folgen. 1957 errang er am Reck die DDR-Meisterschaft und wurde im gleichen Jahr in Karl-Marx-Stadt auch DDR-Meister im Mehrkampf. Insgesamt war er u. a. 15-facher DDR-Jugendmeister und erreichte sieben nationale Titel.
1957 nahm er an der Europameisterschaften in Paris teil (5. Platz im Pferdsprung). Er gehörte damit zur ersten DDR-EM-Mannschaft, um die Turner Fritz Böhm aus Lauscha, Werner Drescher und Gottfried Stark, beide ebenfalls aus Potsdam, und Karlheinz Friedrich und Klaus Zschunke, beide vom DhfK aus Leipzig. Im Jahr darauf gehörte er zum ebenfalls ersten WM-Aufgebot des DTV der DDR in Moskau.
Gipser wirkte nach seiner aktiven Laufbahn ab 1962 als Trainer und Kampfrichter. So war er über 10 Jahre als Trainer beim SC Motor Jena, dort anschließend als Cheftrainer und blieb dem Verein insgesamt über 27 Jahre treu. Dort war sein Schüler u. a. Bernd Jäger. Er war auch Vizepräsident des Thüringer Turnverbands, wo er auch Ehrenmitglied war.
Als Kampfrichter war er national und international im Einsatz und kam auf über 350 offizielle Wettkampfeinsätze. Er gehörte zum Kampfrichterstab des DTV.